# Liparometra grandis
Liparometra grandis is een haarster uit de familie Mariametridae.
De wetenschappelijke naam van de soort werd in 1908 gepubliceerd door Austin Hobart Clark.